# Asthenargus linguatulus
Asthenargus linguatulus är en spindelart som beskrevs av Miller 1970. Asthenargus linguatulus ingår i släktet Asthenargus och familjen täckvävarspindlar.
Artens utbredningsområde är Angola. Inga underarter finns listade.